# Saint-Rémy-lès-Chevreuse
Saint-Rémy-lès-Chevreuse ist eine französische Gemeinde mit 7747 Einwohnern (Stand 1. Januar 2022) im Département Yvelines in der Region Île-de-France. Sie gehört zum Arrondissement Rambouillet und zum Kanton Maurepas. Die Einwohner heißen Saint-Rémois.

## Geographie
Saint-Rémy-lès-Chevreuse liegt im Tal der Yvette, in die der kleine Fluss Rhodon hier mündet. Die Gemeinde gehört zum Regionalen Naturpark Haute Vallée de Chevreuse.
Umgeben wird Saint-Rémy-lès-Chevreuse von den Nachbargemeinden Magny-les-Hameaux und Châteaufort im Norden, Villiers-le-Bâcle im Nordosten, Gif-sur-Yvette im Osten, Gometz-la-Ville im Südosten, Les Molières im Süden, Boullay-les-Troux im Südwesten, Chevreuse im Westen und Milon-la-Chapelle im Nordwesten.
Die Ortsteile von Magny-les-Hameaux sind: Rhodon, Beauséjour, Beauplan und Guiéterie.
Saint-Rémy-lès-Chevreuse liegt an der Via Turonensis des Jakobswegs.

## Geschichte
Benannt wurde der Ort nach dem Bischof Remigius von Reims.
Ab dem 17. Jahrhundert wurde Saint-Rémy zur Herrschaft erhoben. 1696 wurde das Château de Coubertin errichtet. Der Bahnhof öffnete 1867.

## Bevölkerungsentwicklung
| 1962                       | 1968 | 1975 | 1982 | 1990 | 1999 | 2006 | 2011 |
| -------------------------- | ---- | ---- | ---- | ---- | ---- | ---- | ---- |
| 3082                       | 3488 | 4807 | 5221 | 5589 | 7651 | 7858 | 7826 |
| Quellen: Cassini und INSEE |      |      |      |      |      |      |      |

## Sehenswürdigkeiten

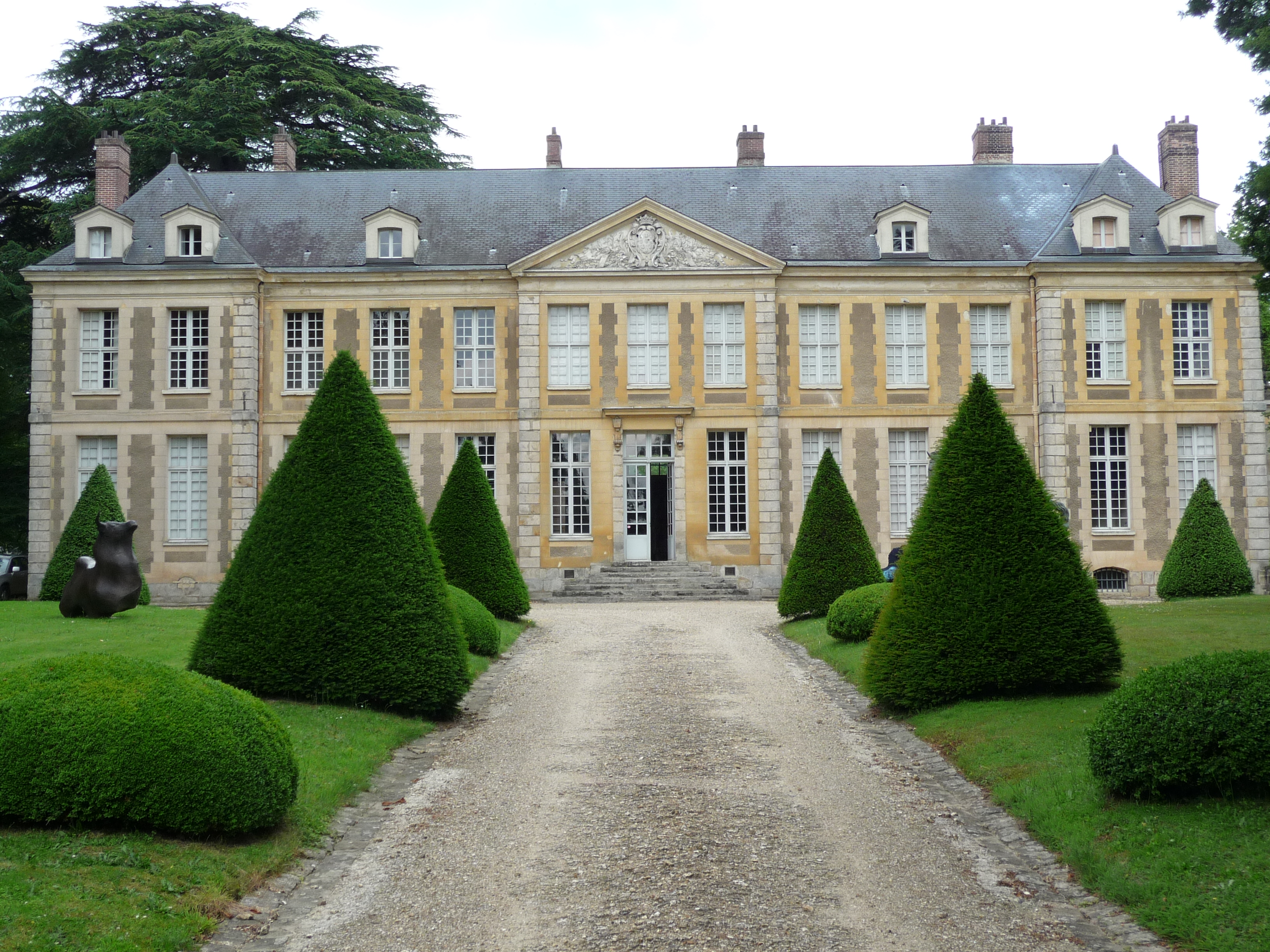
Château de Coubertin

- Kirche Saint-Remi-de-Reims aus dem 12. Jahrhundert
- Château de Coubertin, errichtet für Jean-Pierre de Coubertin, später auch Wohnsitz Pierre Coubertins, heute Museum mit wechselnden Skulpturenausstellungen
- Château de Vaugien, Ende des 19., Anfang des 20. Jahrhunderts errichtet, Monument historique
- Maison de Marta Pan, 1960 von ihrem Mann, dem Architekten André Wogenscky unter der Berücksichtigung der Proportionen von Le Corbusier erbaut.

## Persönlichkeiten
- Pierre de Coubertin (1863–1937), Historiker und Pädagoge, Begründer der Olympischen Spiele der Neuzeit
- André Wogenscky (1916–2004), Architekt
- Raymond Devos (1922–2006), Comedian
- Marta Pan (1923–2008), Bildhauerin
- Colette Renard (1924–2010), Chansonsängerin